# Rose Modesto
Rose Modesto, né le 20 février 1978 à Fátima do Sul (Mato Grosso do Sul), est une femme politique et enseignante brésilienne, exerce actuellement son premier mandat en tant que députée fédérale du Mato Grosso do Sul.
Elle était auparavant vice-gouverneur du Mato Grosso do Sul de janvier 2015 à janvier 2019 dans le gouvernement de Reinaldo Azambuja. C'était entre janvier 2015 et avril 2016 secrétaire aux droits de l'homme, à l'assistance sociale et au travail du Mato Grosso do Sul sous le gouvernement de Reinaldo Azambuja.

## Biographie
Née à Fátima do Sul, elle est la cadette des cinq enfants d'un couple d'agriculteurs. Son frère, Rinaldo Modesto, est député d'État. Rose a grandi à Culturama depuis sa naissance jusqu'en 1984, lorsque sa famille a déménagé à Campo Grande. En 1999, elle commence un cours d'histoire de premier cycle à l'Université catholique Dom Bosco. Après avoir obtenu son diplôme, elle commence à enseigner dans les écoles publiques de Campo Grande.

### Conseiller (2008)
En 2008, elle est élue conseillère de Campo Grande avec 7 536 voix (1,87 %). En 2012, elle est réélue avec 10 813 voix (2,50 %), étant la deuxième plus votée.

### Élections en 2014
Le 26 juin 2014, Rose est annoncée candidate au poste de lieutenant-gouverneur lors des élections d'État de cette année-là de la coalition Novo Tempo, dirigée par Reinaldo Azambuja, également du PSDB. La coalition avait le soutien de six partis et avait le deuxième plus de temps de télévision,. Le 6 octobre de la même année, Reinaldo et Rose étaient classés pour le second tour avec 39,09 % des suffrages valables. Le 26 octobre, ils sont élus avec 741 516 voix, soit 55,34 % des suffrages valables.

### Vice-gouverneur du Mato Grosso do Sul (2015)
Le 1er janvier 2015, elle prend ses fonctions de vice-gouverneur du Mato Grosso do Sul, succédant à Simone Tebet. En plus de ses fonctions de vice-gouverneur, elle a également été nommée secrétaire d'État aux droits de l'homme, à l'assistance sociale et au travail, quittant ses fonctions en avril 2016 pour se présenter à l'investiture du parti pour la candidature à la mairie de Campo Grande. 
Elle est officialisée en tant que pré-candidat en avril et officialisée en tant que candidate en juillet, avec l'homme d'affaires et directeur général du Service brésilien de soutien aux micro et petites entreprises du Mato Grosso do Sul (Sebrae-MS) comme vice-président sur le ticket. Tous deux se qualifient pour le second tour avec 26,62 % des suffrages valables, mais sont battus par une différence de 72 216 voix.

### Chambre des députés (2018)

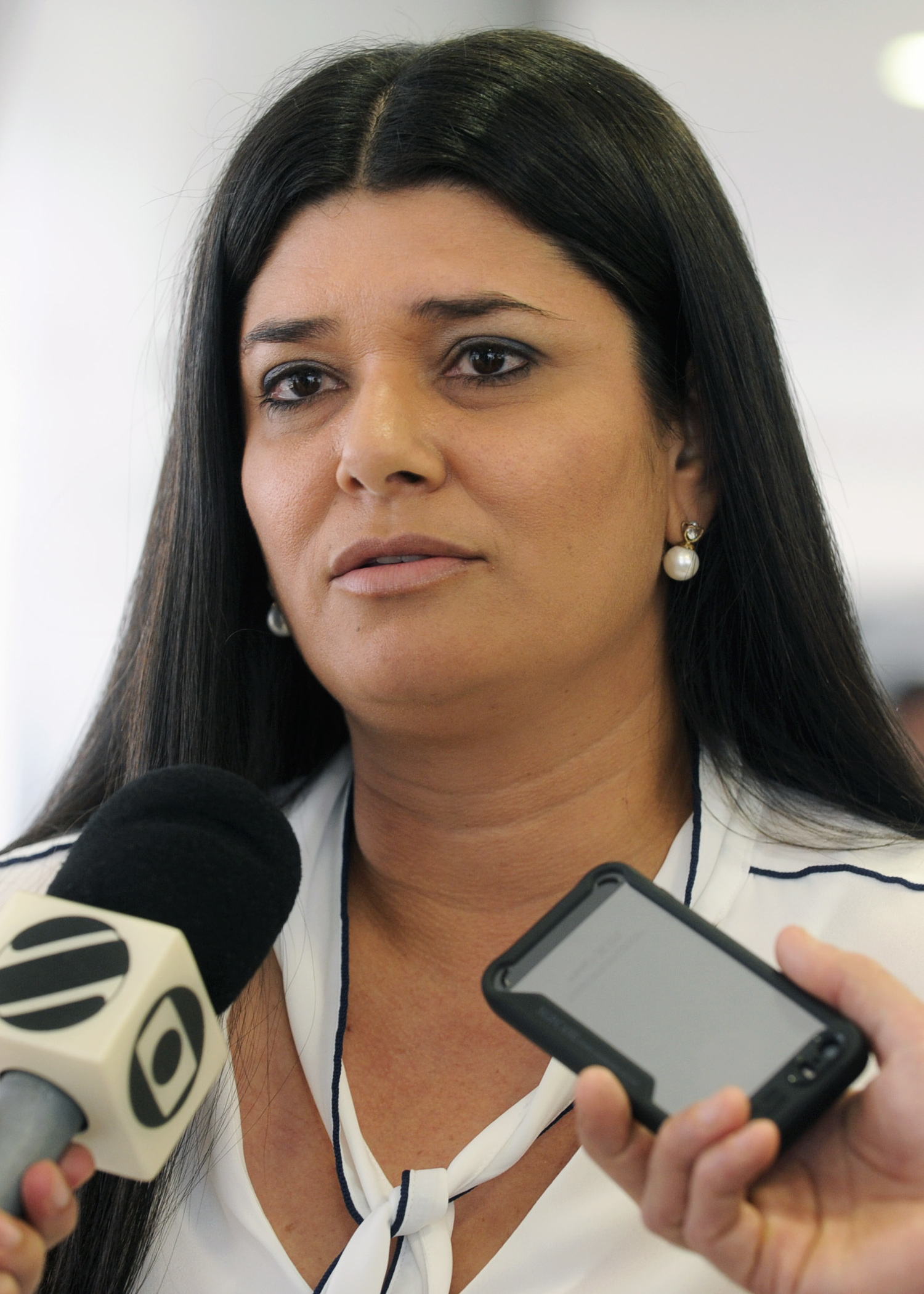
Rose Modesto en 2018.

Début 2018, elle déclare qu'elle ne se présenterait pas pour sa réélection au poste de lieutenant-gouverneur. En août, elle a été nommée par le parti pour briguer un siège à la Chambre des députés, étant élue avec 120 901 voix, le vote proportionnel le plus élevé.

### Élections en 2022

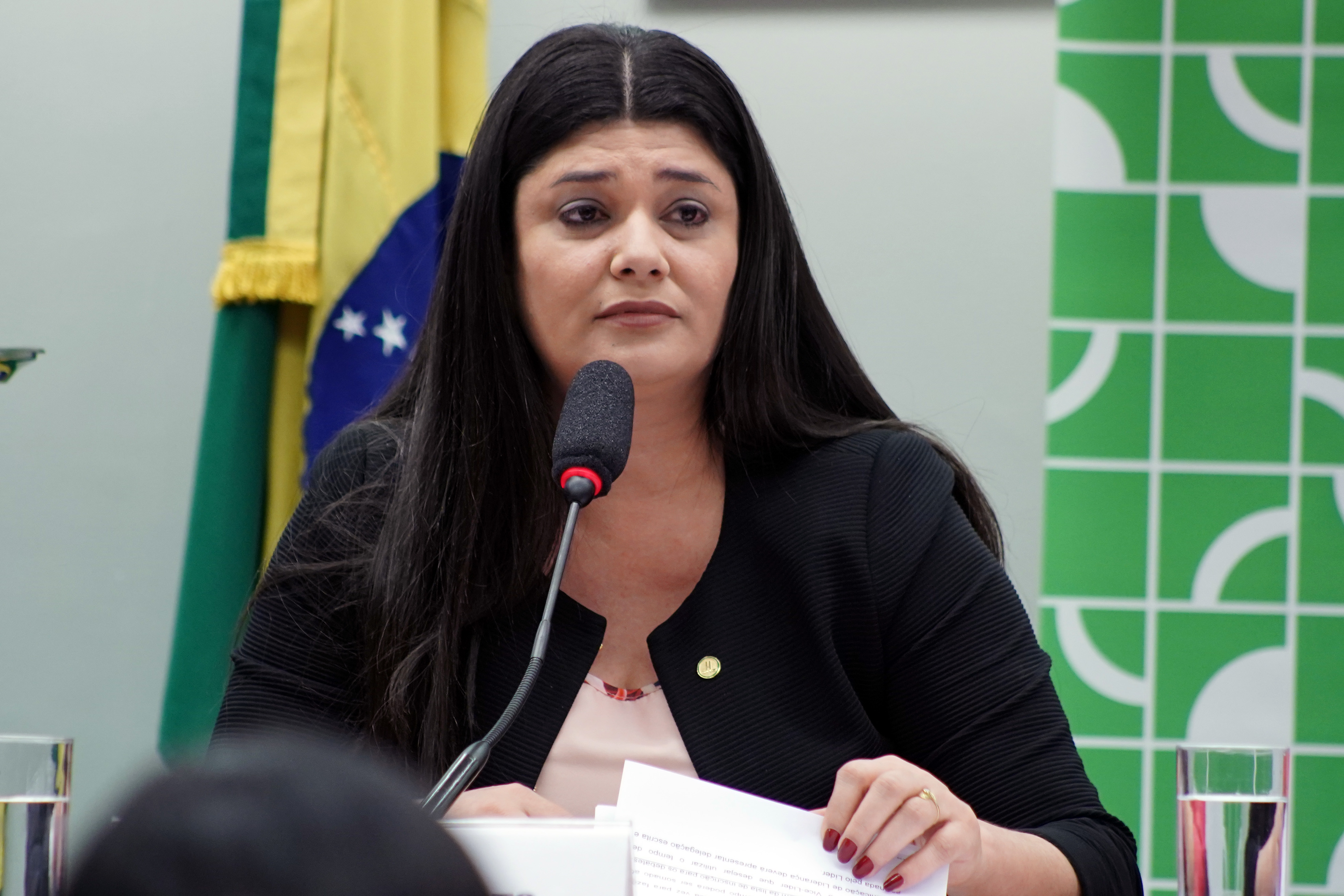
Rose Modesto en 2019.

Aux élections de 2022, Rose se présente comme gouverneure du Mato Grosso do Sul pour União Brasil (UNIÃO). Au total des sondages, elle a reçu 178 599 voix, se classant 4e et hors du deuxième tour disputé par Renan Contar (PRTB) et Eduardo Riedel (PSDB).